# Barrière de Wordie
La barrière de Wordie est une barrière de glace sur la partie ouest de la péninsule Antarctique, en Antarctique. Issue d'un glacier, elle est située dans la partie sud-est de la baie de Marguerite entre cap Berteaux (en) et le mont Edgell (en).
Découverte par l'expédition British Graham Land (1934-1937) de John Riddoch Rymill, ce dernier l'a nommée en l'honneur de James Wordie, secrétaire honoraire (plus tard président) de la Royal Geographical Society et président du Scott Polar Research Institute. Wordie avait également été géologue et chef du personnel scientifique de l'expédition Endurance (1914–1916) d'Ernest Shackleton.
En 2008, la barrière de glace est proche de se détacher de la péninsule Antarctique, ce qui se révèle vrai dès l'année suivante, provoquant sa disparition.

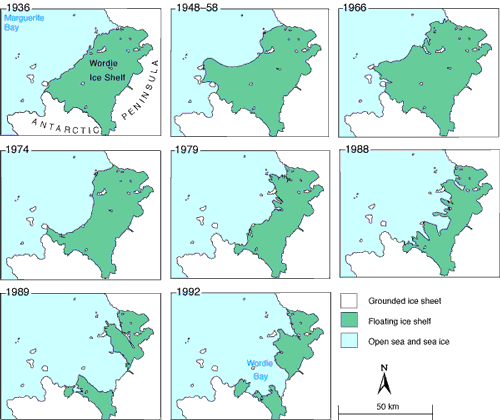
Diagramme montrant la rupture de la barrière de Wordie sur plusieurs années.